# Список військових конфліктів (1500—1549)
Війни першої половини XVI століття відіграли важливу роль у світовому історичному процесі, зробили величезний внесок у розвиток військової справи, були перехідним етапом від доби Середньовіччя до епохи Нового часу. В цей час на історичну геополітичну арену виходять нові головні фігури та лідери — Франція, Іспанія, Османська імперія, Польське королівство, Священна Римська імперія, Велике князівство Московське. Саме в цей період починається боротьба за колоніальний переділ світу, удосконалюється зброя та воєєні технології, виникають нові тактики ведення війни. Цей список відображає військові конфлікти першої половини XVI століття.

## Список військових конфліктів з 1500 по 1549рр
| Назва конфлікту                          | Початок       | Кінець      | Переможці | Переможені | Опис |
| ---------------------------------------- | ------------- | ----------- | --- | --- | --- |
| Друга московсько-литовська війна         | 1500          | 1503        | - Велике князівство Московське | - Велике князівство Литовське | Викликана переходом ряду удільних литовсько-руських князів на службу до московського князя Івана ІІІ Великого. Є другою з російсько-литовських війн, які велися в XV-XVI століттях за західноруські землі. Союзником Московського князівства виступило Кримське ханство, тоді як на стороні Литви виступила Лівонська конфедерація. Війна закінчилася перемогою Московського князівства та підписанням Благовіщенського перемир'я, за яким до Москви відійшла близько третина всіх литовських володінь. |
| Війна за ландсхутський спадок            | 1503          | 1505        | Баварсько-Мюнхенське герцогство | - Баварсько-Ландсхутське герцогство - Курпфальц | Війна вибухнула між двома лініями роду Віттельсбахів про право на володіння землею колишнього Баварсько-Ландсхутського герцогства. В результаті переможене Баварсько-Ландхуське герцогство було поділене на територію, яка ввійшла до складу Баварсько-Мюнхенського герцогства, Пфальц-Нойбург та Нюрнберг. |
| Португало-мамлюкська війна               | 1505          | 1517        | Португальське королівство | - Мамлюкський султанат - Османська імперія | Війна почалася через прагнення Португалії, напередодні отримавшої колонії на території Індійського півострова, закріпитися в басейні Індійського океану. На боці Османської імперії та Єгипту вситупили індійські князівства Калікут, Гуджарат та Біджапур. В результаті перемоги Португалії значення Єгипту в Індійському океані помітно спало, до того він втратив у 1517 р. свою незалежність внаслідок короткочасної османо-мамлюкської війни 1516—1517 рр. |
| Третя московсько-литовська війна         | 1507          | 1508        | Велике князівство Московське | Велике князівство Литовське | Причиною конфлікту було невдоволення правлячих кіл Литовської і Московської держав результатами попередньої війни. Приводом став конфлікт між литовською владою й князем М.Глинським, який для боротьби за поновлення своїх посад, відібраних у нього новим королем польським і великим князем литовським Сигізмундом I Старим, запросив на допомогу московські війська. Основними подіями цієї війни були облога Мінська та Орші. В результаті, 8 жовтня 1508 р. в Москві було підписано «Вічний мир». Згідно з його умовами, Москва повертала Литві шість волостей, що були в останньої відібрані, і відпускала полонених, захоплених у цій та попередній війнах. Литва, у свою чергу, визнавала завоювання покійного князя московського Івана III Васильовича. Крім того, було домовлено, що ні Вільно, ні Москва не будуть вступати у військові союзи з Кримським ханством. Угода була ратифікована королем польським і великим князем литовським Сигізмундом I у Вільно в січні 1509 року. Видати Литві князя М.Глинського і його спільників Василій III Іванович відмовився. |
| Війна Камбрейської ліги                  | 1508          | 1516        | 1508-1510: - Папська область - Франція - Священна Римська імперія - Іспанія - Феррарське герцогство 1510-1511: - Французьке королівство - Феррарське герцогство 1511-1513: - Франція - Феррарське герцогство 1513-1516: - Франція - Феррарське герцогство - Венеційська республіка - Шотландія | 1508-1510: - Венеційська республіка 1510-1511: - Папська область - Венеційська республіка 1511-1513: - Папська область - Венеційська республіка - Іспанія - Священна Римська імперія - Англія - Швейцарські наймані війська 1513-1516: - Папська область - Іспанія - Священна Римська імперія - Англія - Міланське герцогство - Швейцарські наймані війська | Була складовою Італійських війн 1494—1559 рр. і третьою на їхньому рахунку. Оскільки після перших двох воєн Венеція, яка одержала після падіння Мілану значні території Ломбардії, Неаполя, ряд апулійських портів почала претендувати на гегемонію в Італії, що загрожувало інтересам не тільки Франції й Іспанії, але й інших італійських держав, у грудні 1508 р. була утворена антивенеційська Камбрейська ліга, у яку ввійшли папа римський, «Священна Римська імперія», Франція, Іспанія; до неї приєдналися деякі італійські держави (Флоренція, Феррара, Мантуя й інші). Вступивши на Священний престол в 1503 році папа Юлій II розгорнув програму створення в Середній Італії сильної сучасної Папської держави, здатної протистояти іноземним державам. Вигнавши Чезаре Борджіа, Юлій II приєднав його володіння, однак Ріміні та Фаенца були захоплені Венецією, яка стала головною перешкодою для розширення папської влади у Середній Італії. У той ж час загострилися відносини Венеції з імператором Максиміліаном I, який вирішив коронуватися в Римі, але не був пропущений військами республіки. У 1508 році імперська армія спробувала вторгнутися на територію Венеції, але була відбита, а венеційці окупували Рієку та Трієст. Посилення Венеції згуртувало проти неї європейські держави: в 1508 році була сформована антівенеційська Камбрейська ліга, до якої увійшли папа Юлій II, імператор Максиміліан I, король Арагона Фердинанд II і король Франції Людовик XII. У 1509 році іспанські війська захопили венеційські порти в Апулії, армія папи вторглася у венеційську Романью і зайняла Равенну, а армія Савої висадилася на Криті. Одночасно війська імператора захопили Роверето і Верону, а французька армія розгромила венеційців у битві при Аньяделло. Венеційська республіка опинилася під загрозою повного знищення. Проте успіхи дипломатії Венеції та розбіжності в стані союзників, стурбованих посиленням французького впливу в Північній Італії, переломили ситуацію. Ціною поступки Равенни та Романьї республіка в 1510 році добилася укладення сепаратного миру з папою, а відмовившись від апулійських портів — з Іспанією. Імперські війська були відбиті. Проте французи окупували Романью, незважаючи на опір венеційсько-папських загонів. У 1511 році папі вдалося сформувати новий союз, цього разу проти Франції. До складу «Священної ліги», крім Юлія II, увійшли Венеція, Іспанія, Англія, а трохи пізніше — і імператор Максиміліан I. Хоча спочатку успіх супроводив французам, які під командуванням Гастона де Фуа захопили Брешію та розбили іспанців у битві при Равенні. У Ломбардію вторглася найнята на папські гроші армія швейцарців, яка зайняла Мілан та відновила на престолі герцога Массіміліано Сфорца, перетворивши Міланське герцогство в протекторат Швейцарії. Папсько-іспанські війська також перейшли в наступ і відбили у французів Парму, Пьяченцу та Реджо. Спроби Франції в 1513 році відвоювати Мілан провалилися: у битві при Новаре війська Людовика XII були вщент розбиті швейцарцями. Невдачі французів змусили Венецію знову піти на зближення з Францією і укласти в 1513 році союз з Людовіком XII. Венеційські війська захопили Фріулі, але зазнали поразки від іспанської армії в битві при Ла-Мотта. На французькому узбережжі висадилися війська англійського короля Генріха VIII, які, отримавши перемогу під Гінгатом, зайняли Теруанн. На допомогу Франції прийшла Шотландія, проте її армія була розбита англійцями в битві при Флодден-Фільдом, а шотландський король Яків IV був убитий. Однак «Священна ліга» незабаром почала розвалюватися. Генріх VIII в 1514 році уклав сепаратний мир з Францією, а смерть Юлія II в 1513 році залишила союзників без лідера. Новий папа Лев X не відрізнявся войовничістю та схилявся до примирення з Францією. У 1515 році французька армія під командуванням нового короля Франції Франциска I вторглася до Італії і, спираючись на союз з Венецією, в битві при Маріньяно розгромила швейцарські війська. Незабаром французи увійшли в Мілан. На зустрічі Франциска I та папи Льва X в Болоньї було узгоджено припинення військових дій між двома державами, причому Парма і П'яченца мали відійти Франції. За Нуайонським договором 1516 року папа і король Іспанії Карл I визнали права французького короля на Ломбардію в обмін на його відмову від претензій на Неаполь. Війна завершилася в 1517 році укладенням миру між Венецією та імператором, відповідно до якого республіка втрачала Роверето, проте зберігала Кремону. Таким чином Північна Італія виявилася поділеної між Францією і Венецією. |
| Громадянська війна в Османській імперії  | 1509          | 1512        | - Війська Селіма І | - Війська Ахмеда - Війська Баязида ІІ | Коли батько, султан Баязид II, у питаннях престолонаслідування став надавати явну перевагу своєму синові Ахмеду, інший син, Селім, який був балканським намісником, збунтувався, і на чолі невеликого війська відважно рушив на Стамбул. Скоріш за все, він сподівався на підтримку заколотників у столиці, однак розрахунок не виправдався. В бою батько (що стояв на чолі величезної армії) легко здолав сина, і тому довелося сховатися у Криму, де його підтримував хан. Проте інші сини Баязида II також вважали, що батько засидівся на троні. Тому розв'язали криваву міжусобицю. І тоді вперше у «родинні справи» втрутилися яничари. Вони зажадали султаном Селіма. Покинутий гвардійцями, а тому безсилий, 25 квітня 1512 року Баязид II добровільно зрікся престолу на його користь. Повернення втікача нагадувало тріумф. Новий султан відразу наказав стратити всіх родичів по чоловічій лінії, які могли б претендувати на престол, а через рік — отруїти батька). Саме за це Селім отримав прізвисько Грізний. |
| Повстання принца Анхуа                   | 1510          | 1510        | Династія Мін | Принц Анхуа | Повстання було спрямоване проти режиму імператора Чжу Хоучжао, проте в результаті було жорстоко придушене. |
| Повстання на острові Хвар                | 1510          | 1514        | - Венеційська республіка | * Жителі острова Хвар | Приводом для початку повстання була нелюдська поведінка місцевого чиновництва щодо місцевого населення, зокрема міста Хвар. Його очолив поважний у місті громадянин Матій Іваніч. Спочатку повстання мало успіх, венеційці дотримувалися нейтралітету, оскільки були повністю зайняті війною Камбрейської ліги, проте все-таки наприкінці 1511 року, коли конфлікт міг перекинутися на територію всієї Далмації, венеційці засилають на острів своїх агентів, які агітували припинити опір та видати Матія Іваніча в обмін на 400 дукатів. Однак ці дії не принесли успіху, і в 1514 р. на острові висаджується десант на чолі з адміралом Сімоном Капелло, який придушує повстання. Матію Іванічу вдалося втекти та покинути венеційські володіння; останній раз його помічали у місті Вієста в Італії. |
| Португальське завоювання Гоа             | 1510          | 1510        | - Португальське королівство | - Османська імперія - Біджапурський султанат | Взяття Гоа відбулося в ході експедиції португальського адмірала Афонсу ді Албукеркі. Албукеркі мав наказ захопити лише Ормуз, Аден і Малакку, тому Гоа він завоював за особистою ініціативою. На той момент місто формально належало князям Декана, проте там стояла армія Юсуфа Аділь-Шаха — майбутнього засновника Біджапурського султанату. Гарнізон міста в 1510 році налічував 400 солдат. На час завоювання міста Аділь-Шах був відсутній, а цим часом, 17 лютого, Албукеркі урочисто вступив в місто, жителі вручили йому ключі, і він призначив свого адмірала Антоніо де Норонья правителем міста. В Гоа було захоплено багато продовольства, озброєння, пороху та безліч кораблів. Згодом Аділь-Шах повернувся з армією в 60 000 чоловік і змусив португальського адмірала після тривалої облоги евакуювати свої сили 15 серпня. Отримавши підкріплення та маючи в своєму складі 34 кораблі, 1500 португальців та 300 малабарців, Албукеркі 25 листопада, в день Святої Катерини, захопив Гоа після жорстокого бою. Аділь-Шах знову був відсутній на той момент, що стало сприятливою обставиною для португальців. Місто було взяте без наказу короля, проти цього рішення виступали португальські капітани та король Мануель I, однак рада ідальго затвердила завоювання. Перемога Албукеркі під Гоа мала надзвичайно важливе історичне значення і стало одним з головних досягнень в його кар'єрі. Він дав Португалії новий політичний і торговельний центр, показав індусам і мусульманам, що Португалія має намір облаштуватися на Малабарському березі як правляча сила. Битви за Гоа стали першими битвами європейців в Індії, вони відкрили епоху присутності європейської армії на Індостані. |
| Четверта московсько-литовська війна      | 1512          | 1522        | - Велике князівство Московське - Лівонський орден | - Велике князівство Литовське - Королівство Польське - Кримське ханство | У двох попередніх війнах Московському князівству так і не вдалося реалізувати ідею повернення собі всієї «давньоруської спадщини» — земель Смоленщини, Полоччини і Київщини. Не змирилося з результатами цих війн — втратою деяких своїх східних земель — і Велике князівство Литовське. Наприкінці 1512 р. між обома державами спалахнула нова війна. Приводом до неї стали литовсько-кримські переговори і напад кримських татар у травні 1512 р. на Верхнєокські князівства. Основні бойовими подіями цього конфлікту були битва під Оршею та облога Смоленська і Олочки. В результаті 2 вересня 1520 року в Москві було підписано перемир'я на півроку, а 25 грудня 1522 р. встановлено нове перемир'я на п'ять років. Згідно з ним Смоленськ залишився за московською стороною. Обміняти полонених великий князь московський Василій III Іванович відмовився. |
| Повстання Дєрдя Дожі                     | 1514          | 1514        | - Угорське королівство | - Угорські селяни на чолі з Дєрдєм Дожі | Викликане наростанням кризових явищ в феодальному ладі країн Центральної Європи, який супроводжувався посиленням експлуатації безправних кріпаків при виснаженні можливостей подальшого екстенсивного економічного розвитку в умовах феодалізму. Приводом до єднання і згуртуванню широких селянських мас з'явилися відповідні заходи Угорського королівства і Папського престолу на експансію Османської імперії в Європі. Дожа обіцяв селянам знищити феодалів, а їхні землі розділити рівними частинами між бідними, що сприяло розгортанню селянської антифеодальної боротьби. Війна охопила більшість комітатів Закарпаття, особливо Березький, Угочанський, Ужанський і Марамороський. Селяни різних національностей, українці, словаки, діяли спільно. Вони штурмом взяли Мукачівський, Королевський і Хустський замки та розправились з феодалами. Феодали об'єднали свої сили і в битві біля Тімішоари (нині Румунія) 15 липня 1514 року нанесли поразку селянському війську, керованому Дожею. Сам він, поранений у бою, потрапив у полон та був підданий нелюдським тортурам: його посадили на розпечений залізний трон, на голову одягли таку ж розпечену залізну корону, а в руки всунули розпечену булаву. Разом з ним були страчені і всі його соратники, в тому числі і брат Гергель. Жорстоко розправились феодали і з учасниками війни — селянами. Вони знищили близько 50 тис. повсталих, більшість з яких були посаджені на палі або повішені. Населені пункти Закарпаття — Мукачево, Ужгород, Хуст, Вишково, Довге Поле, Тячево, Солотвино за участь у повстанні були оголошені «бунтівними» та обкладені великими поборами й контрибуціями. Державні збори Угорщини (так званий Дикий Сейм) у жовтні 1514 року схвалили низку жорстких заходів, що посилювали владу феодалів над селянами — останнім назавжди було заборонено переходити від одного господаря до іншого та мати зброю. |
| Перша турецько-перська війна             | 1514          | 1555        | - Османська імперія | - Сефевідська імперія | Позиціонуючи себе лідером сунітів, османський султан Селім I Грізний конкурував із могутнім шиїтським шахом Ісмаїлом — Сефевідом, володарем Ірану, Іраку, Афганістану та Середньої Азії. У 1513 році Селім влаштував у Анатолії жорстоку різанину «єретиків»-шиїтів, знищивши 40-45 тисяч осіб у віці від 7 до 70 років — імовірно, щоб очистити від «п'ятої колони» прикордонні області (доти 4/5 населення Малої Азії були шиїтами і співчували Сефевідам). У травні 1514-го османська армія вторглася до володінь Ісмаїла. Кизилбаші уникали бою, сподіваючись виснажити супротивника відступом вглиб країни, знищуючи на його шляху все, що могло стати в пригоді. Вирішальний бій відбувся 23 серпня 1514 році на рівнині Чалдиран (тур. Çaldiran) і закінчився повним розгромом війська кизилбашів. Шах дивом врятувався втечею. Через два тижні Селім вступив до столиці Сефевідів — Тебризу — проте пробув там всього кілька днів (яничари, боячись голодної зими, зажадали вести їх додому). Армія поверталася через Єреван, Карс та Ерзурум, прихопивши шахські казну, гарем і близько тисячі ремісників. До імперії було приєднано майже весь Курдистан та частину Вірменії. Незабаром більшу частину Курдистану Ісмаїл повернув собі назад, але наступного року деякі курдські вожді добровільно перейшли під протекцію султана. У 1516 році армія Селіма I знову виступила на схід зі Стамбула. Ісмаїл вважав, що наступ був направлений проти нього, однак османи несподівано повернули на мамлюків та вторглися до Сирії. Після завоювання Селімом Сирії та Єгипту стало простіше здійснювати торговельну блокаду Персії (до цього, незважаючи на заборону Селіма, купецькі каравани обходили її, приходячи з Персії на територію мамлюків і звідти відправляючи товари на Захід морем). У 1517 році до Селіма в Дамаск прибув посланець шаха Ісмаїла з багатими дарами, який виражав надію його пана на мир, проте делегат був страчений. У травні 1518 року армія Селіма йшла вздовж Євфрату, мабуть прямуючи до Персії, але потім без попередження повернула на захід та повернулася в Стамбул. У перші місяці 1520 року шах Ісмаїл благословив повстання кизилбашів, яких очолив Шах-велі. Султан мобілізував армію проти нової небезпеки, після чого відбулися дві великі битви в центральній та північно-центральній Малій Азії. Шах-велі стратили, його тіло було публічно розчленоване для науки його прихильникам та як попередження тим, хто симпатизував кизилбашам. Після придушення повстання командувачу османської армії було наказано провести літо в Малій Азії зі своїми людьми, будучи готовим до нового походу. У ніч з 21 на 22 вересня 1520 року султан Селім помер, залишивши лише одного сина — Сулеймана — який, у зв'язку з цим, зійшов на трон без міжусобної боротьби. Перед смертю Селім наказав головним духовним особам країни продовжити війну проти Ісмаїла. Забезпечивши охорону кордонів на заході, новий султан розпочинає боротьбу зі своїми ворогами в Азії, в першу чергу із постійною загрозою з боку шиїтів з династії Сефевідів у Персії. В 1533–1538 роках Сулейман I Пишний здійснює декілька походів на Персію проти перського шаха Тагмаспа І. Османи захоплюють Вірменію та Азербайджан з Тебризом, давню столицю халіфів Багдад (грудень 1534 року), а також святині шиїтів Неджеф та Кербелу. Бувши сунітами, османи перешкоджали шиїтам ходити на прощу в ці святі для них міста. Османсько-перська війна тривала аж до 1555 року, коли султан уклав мирну угоду з персами. За її умовами османи окуповували Вірменію (Ерзерум, Ван, Єреван), північну Персію (Тебриз) й усю Грузію. |
| Словенське селянське повстання 1515 року | Березень 1515 | Липень 1515 | - Священна Римська імперія | - Словенські повстанці | Це повстання ввійшло в історію, як найбільше селянське повстання в Словенії антифеодального характеру, в якому взяли участь селяни Крайні, Штирії та Каринтії. Було викликане різким погіршенням становища словенського селянства у зв'язку зі збільшенням феодальних повинностей (особливо панщини), посиленням особистої залежності селян, яке до того ж ще й ускладнилося зростанням державних повинностей по будівництву воєнних укріплень та введенням постійного податку у зв'язку з османськими набігами. Сигналом до відкритого виступу стало вбивство на початку березня в районі Кочев'я барона Юрія фон Турна, який намагався ввести новий податок. Майже одночасно у Верхній Крайні селяни відмовилися сплачувати нові платежі. Провідну роль у цьому повстанні відіграв Селянський союз, створений ще до початку цього конфлікту з метою боротьби за «стару правду», тобто за скасування нововведених податків й панщини та захист інтересів селян перед імператором, на підтримку якого вони наївно вірили. У травні селяни послали свою делегацію до Максиміліана I в Аугсбург з проханням захистити їх від гніту феодалів. Обіцянку імператора поліпшити становище селянства повстанці сприйняли як підтримку монарха. Повстанці захоплювали замки, палили панські садиби, ділили майно феодалів. До Словенського селянського повстання приєдналися гірники ряду міст Крайни та особливо Каринтії. За деякими відомостями, у цьому конфлікті брало участь близько 80 тис. селян. Повстання було придушене об'єднаними силами дворян за підтримки імператорських військ в кінці червня у Каринтії та дещо пізніше у Крайні та Штирії. Селян змусили щорічно сплачувати так званий бунтарський пфеніг і панщиною компенсовувати збитки, нанесені панам. Багато міст, що брали участь або співчували повстанському руху, були позбавлені своїх привілеїв, головним містом Каринтії замість бунтівного Шент-Віда Габсбурги зробили Клагенфурт (Целовєц). |
| Повстання фрісландських селян            | 1515          | 1523        | - Сімнадцять провінцій | - Армія селян - Герцогство Гельдерн | Лідером повстання був фермер П'єр Герлофс Доніа, маєток якого був спалений, а родичі вбиті полками ландскнехтів. Коли Габсбурги найняли ландскнехтів для придушення боротьби двох ворогуючих партій — Веткоперів та Шерінгерів, Доніа оголосив Габсбургам війну, зібравши армію з незадоволених селян та організувавши повстання. Війська повстанців вели тактику партизанської війни і незабаром здобули кілька перемог. Найбільший успіх прийшов до них на морі, коли Донія потопив 28 голландських кораблів. Фінансову підтримку військам забезпечував Карл II, герцог Гельдерн. Також герцог вислав повстанцям армію найманців під командуванням Маартена ван Россума. Однак, коли в 1520 року ті почали програвати, герцог припинив фінансувати повстання. Після цього повстанцям стало нічим оплачувати послуги найманої армії. Крім цього, в 1519 році здоров'я Донії погіршився, і він повернувся на ферму, де помер в 1520 році. Його поховали в церкві Святого Бавона. Контроль над військами взяв на себе лейтенант Донії Вієрд Йелкама. Після декількох незначних перемог, повстанці стали все частіше терпіти поразки, і в 1523 році Йелкама та залишки його армії були взяті в полон. |
| Османо-мамлюкська війна                  | 1516          | 1517        | - Османська імперія | - Мамлюкський султанат | Мамлюцький султан Кансух Гурі намагався перешкоджати підкоренню османами Курдистану. Селім довго підтримував у ньому надію на мирне вирішення конфлікту, навіть намагався заключити союз з мамлюками, щоб отримати, таким чином, вірного союзника у боротьбі з Сефевідами, проте, отримавши відмову, османський султан почав готуватися до військового походу. У 1516 році армія Селіма виступила на схід зі Стамбула. Всі вважали, що виступ знову було направлено проти Ісмаїла, проте по дорозі армія несподівано повернула на південь. Сучасні дослідники розходяться в думках щодо того, чи збирався спочатку Селім напасти на мамлюків, або ж спочатку дійсно виступив проти Ісмаїла і лише потім змінив свій намір. Для війни проти мусульман султану було потрібне схвалення від релігійних лідерів. Якщо для війни з Ісмаїлом таке обґрунтування було легко отримано (оскільки правитель Сефевідської імперії той був шиїтом, тобто єретиком з точки зору сунітів-османів), то мамлюки, будучи сунітами та хранителями святинь в Мецці і Медині, навряд чи могли бути названі єретиками навіть в інтересах османської політики. Османські релігійні кола погодилися підтримати кампанію проти мамлюків на тій підставі, що «хто допомагає єретикам — той сам єретик» і що воєнні дії проти них можна вважати священною війною. Селімові цього було достатньо. Османські літописці, усвідомлюючи, наскільки спірною була ситуація з канонічної точки зору, взяли на себе працю підкреслити, що похід був спрямований проти «єретиків» Сефевідів, а не проти сунітів-мамлюків. 24 серпня 1516 року між османами та мамлюками відбулася битва на рівнині Мардж Дабік неподалік від Халеба. Результат бою вирішила османська артилерія — найкраща на той час у світі. Черкеси зневажали артилерію, а кіннота мамлюків була набагато кращою за османську, проте Селім сховав свої гармати за пов'язаними між собою возами та дерев'яними барикадами, і черкеси були розбиті вщент. Султан Гурі загинув у цій битві, його наступник Ашраф Туман-бей, незважаючи на поразку, продовжив війну. 29 серпня 1516 року Селім прийняв титул «Служитель обох священних міст», тобто Мекки та Медини, які ще підпорядковувалися Єгипту. У вересні османи без бою зайняли Сирію, 9 жовтня вступили в Дамаск, до кінця листопада османи завершили завоювання Палестини взяттям Гази. Туман-бей зібрав нову армію, яку Селім розбив 25 грудня 1516 року при Бейсані, в Палестині. Мамлюки вбили послів Селіма, що дало йому привід для помсти. Вступивши до Єгипту в січні 1517 року, Селім за допомогою артилерії зруйнував укріплення Каїра та змусив Туман-бея рятуватися втечею. Однак через кілька днів Туман-бей з невеликим загоном увірвався в місто вночі; на вулицях відбулася запекла різанина, в загальному хаосі було перебито близько 50 тис. жителів Каїра. Після цього Селім I наказав обезголовити 800 мамлюкських беїв. Туман-бей продовжував боротьбу з османами ще два місяці: він відступив до дельти Нілу, де можна було дуже довго чинити опір, з презирством відкинув здачу (Селім хотів зберегти йому життя та зробити своїм полководцем), але врешті-решт він був виданий в результаті зради єгипетських бедуїнів, для яких мамлюки були чужаками та гнобителями, і 13 квітня 1517 року його повісили під аркою воріт Каїра. У квітні 1517 року Селімові прислали ключі від Медини та Мекки, весь Хіджаз став османським володінням. Венеція стала платити османам данину за Кіпр, яку раніше платила Єгипту, навіть загін мамлюків, котрий незадовго до цього підкорив Ємен, підкорився султанові. Таким чином, за чотири роки Селім подвоїв територію Османської імперії. |
| Повстання принца Ніна                    | 1519          | 1521        | - Династія Мін | - Принц Нін | 10 липня 1519 року Чжу Чхеньхао, принц Нін, ініціював повстання, оголосивши, що Чжу Хоучжао не є законним наступником Чжу Ютана, а також те, що він узурпував владу. Його військо вирушило на північ для того, щоб захопити Нанкін, на шляху до нього воно вирішило 9 серпня напасти на Аньцін, проте ця військова акція зазанала поразки. 20 серпня 1519 року принц Нін зазнав поразки від Ван Янміна, після чого його було взято в полон. В принципі на цьому етапі й закінчується активна 43-денна фаза цього повстання. Чжу Чхеньхао присудили смертний вирок через лінчі — особливо болісний спосіб смертної кари шляхом відрізання від тіла жертви невеликих фрагментів протягом тривалого періоду часу. Проте ця страта так і не відбулася, оскільки принц Нін завершив 17 січня 1521 року життя самогубством. Державних діячів, які допомагали повстанню, також засудили до смерті. |
| Польсько-тевтонська війна (1519—1521)    | 1519          | 1521        | - Королівство Польське | - Тевтонський орден | Наприкінці 90-х років XV століття у Тевтонського ордена, який, починаючи від Другого Торунського миру 1466 року був васалом Королівства Польського, виникла ідея обирати великих магістрів лише з числа імперських князів (нім. Райхсфюрст), оскільки вони, як підлеглі німецького імператора, тоді б змогли ухилитися від проведення церемонії омажа по відношенню до свого сюзерена — короля польського. Тевтонський орден був також підпорядкований Священній Римській імперії та папі римському, що давало Максиміліану I, який боровся з Ягеллонами за вплив у Центральній Європі, шанс використовувати державу хрестоносців у своїх цілях. У 1501 році він офіційно заборонив великому магістрові Фрідріху Саксонському проводити омаж та платити данину королю Яну Ольбрахтові, до цього Фрідріху вдавалося ухилитися від церемонії самостійно. Починаючи з цього часу, Польща перебуває під певним міжнародним тиском з боку Священної Римської імперії та Великим князівством Московським, яке вступає в чергову війну з Великим князівством Литовським і відповідно з самим Польським королівством. Навіть більше, деякий час між цими державами існував військовий союз, спрямований проти Польщі, а тим часом Тевтонський орден заручився підтримкою московського князя Василія ІІІ Усвідомлюючи, що сила на його боці, новий магістр Альбрехт зажадав від короля польського повернення Королівської Пруссії та Вармії, а також виплату компенсації за «п'ятидесятирічну польську окупацію» цих земель у розміні 30 000 гульденів на рік. У відповідь 20 серпня 1518 року єпископ Плоцький Еразм Ціолек виступив на рейхстазі в Аугсбурзі з антитевтонською промовою. У 1519 році прусський ландтаг, а 11 грудня й польський сейм прийняли рішення про початок війни з Орденом та введення нових податків на наймання солдатів. Велике князівство Литовське відмовилося надати Польщі воєнну допомогу, оскільки в цей час воно вело війну з Московією. Воєнні дії тривали з перемінним успіхом і врешті-решт вони завершилися підписанням чотирьохрічного перемир'я, після закінчення дії якого в 1525 році був підписаний Краківський мир, за яким велика частина держави Тевтонського ордена була секуляризована та оголошена васальним по відношенню до Польщі Прусським герцогством. Великий магістр Альбрехт Бранденбург-Ансбаський став першим герцогом прусським. |
| Іспанське завоювання Імперії ацтеків     | 1519          | 1521        | - Іспанські конкістадори - Тласкала | - Ацтецька імперія | Кортес покинув Кубу з 11 кораблями, 553 солдатами та 15 кіньми. Каравели експедиції Кортеса потрапили в сильну бурю. Кораблі розкидало в різні боки, деякі були серйозно пошкоджені. Поступово вони все ж досягли збірного пункту — острова Косумель неподалік від Юкатана. Під час перебування на острові до іспанців приєднався їхній співвітчизник Херонімо де Агільяр, що потрапив у полон до індіанців після аварії корабля. Агільяр за ці роки навчився добре розмовляти мовою індіанців майя. Він також добре знав їхні вірування та звичаї. Примкнувши до експедиції Кортеса, він сильно їй допоміг. У березні 1519 року Кортес формально проголосив землі, на які прибув, власністю іспанської корони. Він зробив зупинку на Тринідаді для того, щоб найняти додаткових рекрутів та придбати коней. Після цього він вирушив до Табаско, де здобув перемогу в битві з індіанцями. Від переможених він отримав 20 дівчат, серед яких була Малінче, жінка, що відіграла значну роль у завоюванні Мексики. Малінче знала не лише мову майя, але й мову ацтеків науатль, і завдяки цьому стала перекладачкою та радником. Від Малінче Кортес довідався про багату імперію ацтеків. В липні 1519 року Кортес встановив контроль над Веракрусом. До того часу він зовсім відмовився підпорядковуватися губернатору Куби Веласкесу та проголосив, що отримуватиме накази безпосередньо від короля Карла V. У Веракрусі Кортес зустрів племена, що платили данину правителю ацтеків Монтесумі II, і попросив їхнього сприяння в організації зустрічі з ацтеком. Монтесума відмовлявся, але Кортес наполягав. Залишивши у Веракрусі сотню людей, в середині серпня 1519 року Кортес вирушив на Теночтітлан. У нього було 600 вояків, 15 вершників, 15 гармат та сотні індіанських носіїв. Дорогою на столицю імперії ацтеків Кортес залучив до свого походу чимало індіанських племен, зокрема тлашкаланців, мешканців сучасного мексиканського штату Тласкала, затятих ворогів ацтеків. В жовтні 1519 року Кортес зі своїм загоном у супроводі 3 тис. тлашкаланців здійснив перехід до Чолули, другого за величиною міста центральної Мексики. У Чолулі загін Кортеса влаштував різню, вбивши тисячі неозброєних представників місцевої знаті, що зібралися на центральній площі, а потім спаливши частину міста. Іспанці прибули в Теночтітлан із великою армією. 8 листопада 1519 року їх мирно, за приписами традицій та дипломатичним кодексом, прийняв правитель ацтеків Монтесума II. Монтесума свідомо дозволив Кортесу увійти в серце своєї держави, сподіваючись довідатися про слабкості супротивника, щоб потім розчавити його. Він подарував іспанцям багато золота, що розпалило їхні апетити. Проте, незабаром Кортес довідавшись про напад на іспанські сили на узбережжі, вирішив захопити Монтесуму в полон та тримати його заручником у власному палаці, вимагаючи від правителя ацтеків присягнути Карлу V. Тим часом на берег Мексики висадилися ще одні іспанські сили під командуванням Панфіліо де Варваеса, які отримали наказ від Веласкеса заарештувати Кортеса. Кортес залишив загін із 200 іспанців у Теночтітлані, а з рештою пішов назустріч Нарваесу. Незважаючи на менші сили, йому вдалося отримати перемогу й переконати залишки загону Нарваеса приєднатися до нього Але до того часу, поки Кортес повернувся в Теночтітлан, його підлеглий, що залишився в місті, влаштував кривау різанину, чим викликав неймовірну ворожнечу з боку ацтеків. 30 червня 1520 року у Теночтітлані спалахнуло повстання, яке очолив племінник Монтесуми Куатемок, і іспанці, зазнавши досить серйозні втрати, змушені були відступити в Тласкалу. Кортес швидко повернувся в Теночтітлан та запропонував укласти перемир'я, сподіваючись використати положення Монтесуми як заручника, але 1 липня розлючений натовп забив Монтесуму камінням. Кортес вирішив утікати в Тлашкалу. Іспанцям пощастило вислизнути в ніч, яка отримала назву Сумної, залишивши ар'єргард на смерть та втративши більшу частину награбованого багатства й артилерію, проте поблизу Отумби їх зустріла ацтецька армія. Отримавши перемогу в битві при Отумба, де вперше в Америці була використана кіннота, військо Кортеса добралося до Тлашкали, де вони були з почестями зустрінуті місцевими жителями. Загалом їхні втрати склали 870 вояків. Вони відпочивали та набиралися сил 22 дні доти, доки з Куби прибуло підкріплення, і Кортес взявся виправляти становище. Підступивши до Теночтітлану та взявши його в облогу, іспанці розпочали війну на винищення. Вони підпорядкували собі міста союзників ацтеків і відрізали столицю від постачання. Лише в червні після боїв з перемінним успіхом Кортес зміг приступити до штурму. Обложене місто протрималось понад 70 днів до 13 серпня 1521 року. З тих пір іспанське панування в Мексиці стало досить міцним, хоча Кортес витратив деякий час на завоювання віддалених районів. Теночтітлан перебудували та перейменували в Мехіко, яке стало столицею нової іспанської колонії в Новій Іспанії. |
| Повстання комунерос                      | 1520          | 1521        | - Кастильські роялісти | - Повстанці комунерос | Повстання кастильских міст на чолі з Толедо в 1520–1522 роках, спрямоване проти імператорської влади імператора Священної Римської імперії Карла V, що був також іспанським королем під ім'ям Карл I. Повстанці створили «Священну хунту» (ісп. La Santa Junta de las Comunidades), до якої приєдналися майже всі міста Кастилії, в тому числі й столиця Вальядолід. Вон наполягали на тому, щоб Карл V жив у Іспанії, протестували проти абсолютизму Карла та його нідерландських радників, вимагали усунення іноземців від управління, регулярного скликання кортесів, розширення міського самоврядування, заборони вивозу золотої монети за кордон. Рух коммунеросів прийняв абсолютно демократичний характер. Повстанці проголосили Хуану Божевільну правителькою Іспанії. Широкий розмах руху, що прийняв, починаючи з 1521 року, антидворянський характер, спонукав дворянство перейти на бік короля. У битві при Вільяларі (23 квітня 1521 року) сили комунерос, яких очолював Хуан Падилья, були розгромлені, сам він та інші вожді Хунти взяті в полон і згодом страчені. У 1522 році опір повсталих було остаточно зламано. Урядові репресії тривали до 1526 року. |
| Османо-угорська війна (1521-1526)        | 1521          | 1526        | - Османська імперія | - Угорське королівство | Османо-угорські війни розпочалися після завоювання османами в 1396 року Західної Болгарії. Військові дії відбувалися, в основному на території Болгарії, Сербії, Боснії та Дунайських князівств. Деякий час Угорщина на чолі з Яношем Хуньяді чинила успішний опір османським військами, проте після його смерті, воєнна міцність цієї держави значно впала. Цим скористувався молодий османський султан Сулейман I Пишний і у 1520 році Сулейман I направив угорському королю вимогу виплатити данину, проте османського посла сприйняли шпигуном і тому втопили в Тисі. У 1521 році смередевський паша почав проти угорців військові дії, потім Сулейман великими силами атакував південні кордони Угорщини. Були оточені фортеці Шабац, Землін (Зімона) та Белград. Після взяття Белграда османи вторглися в Срем, де зайняли кілька міст, у тому числі Сланкамен, Митровицю, Карловці, Ілоку. Залишивши в Белграді 3 тисячі яничарів, султан повернувся в Стамбул. У 1522–1524 роках масштабних військових дій не велося, оскільки султан був зайнятий завоюванням Родосу, а потім планував війну з Іраном. У 1525 році османи провели на Дунаї кілька воєнних операцій: вторглися в Хорватію, зазнали поразки в Сремі від войовничого єпископа Пала Томорі, невдало брали в облогу фортецю Яйце, яку обороняв Крістоф Франгепан. Лайош II намагався домогтися військової допомоги від зборів угорської знаті, проте вона поставилася байдуже до пропозиції короля. 25 квітня 1526 року Сулейман з 100-тисячною армією та 300 гарматами виступив зі Стамбула, і через три місяці прибув до Белграда. 27 липня, після 10-денної облоги був узятий Петроварадін, потім османи навели міст через Драву поблизу Есека, спалили це місто та рушили вглиб країни, не зустрічаючи опору, оскільки дворянство не змогло чинити організований опір через власні суперечки. 29 серпня 1526 року поблизу міста Могач у Південній Угорщині, на правому березі Дунаю відбулася битва між армією османського султана Сулеймана I Пишного (100 тисяч чоловік і 300 гармат) та дворянським військом короля Угорщини, Чехії та Хорватії Лайоша II (25 тисяч чоловік та 80 гармат). Величезна перевага османів відбилась на результатах битви: армія короля Лайоша II зазнала нищівної поразки, сам король загинув під час відступу. В результаті битви територія сучасної Угорщини перейшла під османський контроль, до соборів було прибудовано мінарети, а угорську столицю довелось на півтора століття перенести на північ, до Братислави. 10 листопада 1526 року частина угорських магнатів обрала королем Яноша Запольяї. У наступному році ерцгерцог Фердинанд заявив претензії на угорську корону та розпочав війну. У 1528 році Запольяї, зазнавши кілька поразок, втік до Польщі та почав просити допомоги в Сулеймана. У 1529 році султан вирушив у похід на Відень, який відкрив тривалу низку воєн з австрійцями на Середньому Дунаї. |
| Італійська війна (1521—1526)             | 1521          | 1526        | - Іспанська імперія - Священна Римська імперія - Папська область - Королівство Англія | - Франція - Венеційська республіка (до 1523 року) | Новий етап в Італійських війнах розпочався у 1519 році зі сходженням іспанського короля Карла I на престол Священної Римської імперії під ім'ям Карла V. Під його владою були об'єднані величезні володіння: Німеччина, Нідерланди, Іспанія, Сицилія, Неаполь та Америка, цим самим імперія іспанського короля, включивши більшу частину Європи, оточила Францію кільцем, загрожуючи її територіальній цілісності. Єдиним проломом, що переривав комунікації між північними та південними володіннями Карла V, були території в Північній Італії, які перебували під владою Франції. У цих умовах володіння Міланом ставало для Франції надзвичайно важливим, а Карлу V для об'єднання своїх володінь потрібно було вигнати французів з Північної Італії. У той ж час у Німеччині розпочалася Реформація, боротьбу з якою очолив Карл V, що забезпечило імператору підтримку папства. У 1521 році Карл V уклав таємний договір з папою Левом Х про відновлення в Мілані династії Сфорца. У 1521 році військові дії в Італії поновилися. Іспано-імперська армія несподівано атакувала Ломбардію та захопила Мілан. Французькі війська були розбиті при Бікокке. Папа знову зайняв Парму та П'яченцу. У 1522 році іспанська армія окупувала Геную. У наступному році Венеція уклала сепаратний мир з союзниками, поступившись Австрії Градішкою, а англійські війська здійснили напад на Пікардію. Станом на кінець 1524 року французькі війська були повністю витіснені з Італії, а іспанський флот взяв в блокаду Марсель. У 1525 році нова велика французька армія під командуванням самого короля Франциска I перейшла через Альпи, прагнучи повернути під владу Франції Ломбардію. Однак у битві при Павії французькі війська були вщент розбиті іспанцями, а Франциск I потрапив у полон. Перебуваючи в іспанському полоні, король Франції був змушений у 1526 році підписати кабальний Мадридський договір, відповідно до якого він відмовився від усіх претензій на Італію та поступився Іспанії колишніми володіння Бургундської династії — Бургундію, Артуа та Фландрію. |
| Шведська війна за незалежність           | 1521          | 1523        | - Швеція - Любек | - Данія - Кальмарська унія | У 1397 році була проголошена Кальмарська унія, відповідно до якої Норвегія, Швеція та Данія об'єднувалися під єдиною верховною владою. У 1448 році помер очолювавший унію бездітний Крістофер III Баварський. Шведи обрали королем Карла Кнутсона, сподіваючись відродити унію під шведським верховенством (в наступному році Карл був також обраний королем Норвегії), проте датчани воліли зробити королем Кристіана Ольденбургського. У 1470 році Карл Кнутсон помер, і датчати пред'явили права на шведський престол, проте шведи розбили датчан у битві при Брункеберзі та оголосили регентом Стена Стуре Старшого. У 1481 році помер Кристіан, і данський престол успадкував його син Йоганн. У 1483 році він став також королем Норвегії, а в 1497 році зумів змусити Стена Стуре Старшого відмовитися від регентства, і після цього став ще й королем Швеції, відновивши Кальмарську унію. Коли в 1500 році данські війська були розбиті військами селянською Дітмаршенською республікою в битві при Хеммінгштедті, то шведи знову проголосили незалежність, і повторно оголосили Стена Стуре Старшого регентом. У 1503 році Стен Стуре помер, і новим регентом Швеції став його племінник Сванте Нільсон Стуре, а коли в 1512 році помер і той — син Сванте Нільсона Стен Стуре Молодший. У 1513 році помер король Кристіан, і данський престол зайняв його син Кристіан II, який у результаті в 1520 році коронувався ще й королем Швеції, влаштувавши для своїх опонентів «Стокгольмську криваву лазню». Тим часом шведського дворянина Густава Васа відправили заручником в Данію. Він зумів втекти звідти в Любек, а потім в Даларну. У Даларні він намагався підняти повстання проти Данії; спочатку у нього було небагато прихильників, і він вже хотів тікати до Норвегії, проте згодом справа пішла успішно, і в 1521 році повстання охопило весь край. Густав рушив до Стокгольма; по дорозі, у Вадстені, представники станів присягнули йому у вірності як голові та ландсгеру всієї Швеції. Отримавши значну допомогу з Любека, Густав розпочав облогу Стокгольма. Місто здалося йому 20 червня 1523 року, після чого Густав був обраний королем Швеції. |
| Облога Родоса (1522)                     | 1522          | 1522        | - Османська імперія | - Госпітальєри - Венеційська республіка | На час облоги Родоса госпітальєри володіли островом більше двохсот років — вони облаштувалися тут 1309 року, після остаточного витіснення християн з Палестини. Головними військовими супротивниками лицарів стали берберські пірати, які базувалися на узбережжі Північної Африки, а також османи, які проводили агресивну завойовницьку політику в Середземномор'ї. У XV столітті османи зробили два великих походи на Родос: 1444 року та 1480 року, обидва рази невдало. Новий султан Сулейман вирішив закінчити справу, розпочату його попередниками. Збіг обставин складався для османського султана дуже вдало: у 1521 році він здійснив успішний похід на Угорщину, а західні європейські країни зав'язли у Італійських війнах. У зв'язку з цим християнський світ не зміг би надати вчасної допомоги госпітальєрам. Османське військо була доправлене на Родос за два прийоми: 26 червня прибув авангард Мустафи-паші (10 000 осіб), а через місяць — основні сили на чолі з самим Сулейманом. Всього в облозі брали участь близько 100 000 османів[2], з них понад 10 000 яничар. Окремо варто відзначити османську артилерію, одну з найкращих на той час. До прибуття головних сил османів облога йшла мляво. Османські інженери займалися підготовкою земляних укріплень, необхідних для бомбардування та штурму фортеці. Проте коли османи почали встановлювати свої гармати на брустверах, батареї Родосу зрівняли з землею всі їхні позиції, завдавши чималих збитків артилерії. Постійні вилазки госпітальєрів також не давали спокою нападникам[3]. Все це змусило Сулеймана поквапитися з прибуттям на острів. 28 липня 1522 року османський султан та його армія висадилися на Родосі. Особливе значення у цьому протистоянні відіграли османські сапери, здійснюючи підкопи. Протягом 26 червня — 20 грудня 1522 року відбулося 5 безуспішних штурмів Родоської фортеці, проте врешті-решт, змучені захисники міста погодилися розпочати переговори з османським командуванням про почесну капітуляцію. 20 грудня Ахмед-паша офіційно прийняв капітуляцію Родоської фортеці. За її умовами вцілілі лицарі та греки могли вільно покинути острів, забравши з собою прапори, артилерію та реліквії родоських церков. Родос та всі його укріплення переходили до Османської імперії. 1 січня 1523 року вцілівші захисники фортеці на трьох галерах («Санта-Марія», «Санта-Катарина», «Сан-Джованні») і 30 менших суднах назавжди покинули Родос. Після шести місяців боротьби Орден госпітальєрів остаточно втратив свою багаторічну базу. З Родоської гавані флот госпітальєрів вирушив на Крит, а звідти — в Мессіну. Кілька років лицарі поневірялися Італією: Ніцца (володіння герцога Савойського), Неаполь, Вітербо, що належав папі Клименту VII, який раніше був членом Ордену. Карл V, імператор Священної Римської імперії, сказав, дізнавшись про здачу Родосу: « Жодна битва не була програна так гідно ». Проте зустріч великого магістра з Карлом V 1525 року ні до чого не привела — імператор відмовився передати госпітальєрам Менорку, про що просив де л'Іль-Адам. Зрештою Карл на прохання папи надав Ордену острови Мальту, Гоцо і порт Триполі, незадовго до того завойований іспанцями. На Мальті госпітальєри й осіли через сім років після здачі Родосу. З капітуляцією Родосу упав один з останніх форпостів християнського світу в Східному Середземномор'ї, яке в першій чверті XVI століття перетворилося у внутрішнє море Османської імперії. Вигнання госпітальєрів з острова значно полегшило морське сполучення між Стамбулом та набутими територіями в Північній Африці та Леванті. |
| Селянська війна в Німеччині              | 1524          | 1525        | - Швабський союз | - Німецькі повстанці, селяни | Головними причинами Селянської війни в Німеччині стали: посилення поборів з селян, розширення «панських» прав над сільським населенням, несприятливі зміни у загальних соціальних умовах селянського побуту, що відбулись наприкінці XV та початку XVI століття, хвилювання, спричинене Реформацією. Загалом досить чітко виражені вимоги селян у так званих «дванадцяти статтях» та гейльброннському проекті Загалом Селянська війна в Німеччині розбився на три головних місцевих рухи: - південний захід Німеччини, звідки вийшла програма «дванадцяти статей», вождем повстання був Ганс Мюллер із Бульгенбаха; - Франконія від Ротенбурга й Бенсгайма до Вюрцбурга й Таубера: тут повстанням керували Метцлер та лицар Гец фон-Берліхінген, головним програмним документом була Гейльброннська програма; - Тюрингія та Саксонія, у селянському повстанні надважливу роль відігравали анабаптистські прагнення, а головним діячем був Томас Мюнцер. Влітку 1524 року почались повстання на верхньому Рейні; потім, потроху розповсюджуючись, вони у 1525 році охопили собою всю Німеччину, за винятком північної її частини, причому образ дій селян ставав все рішучішим внаслідок того опору, що вони зустріли, й посилення антибаптистських проповідей. На цих місцях виникав справжній терор та мародерство, що відвернуло прихильність місцевого населення від повстанців. Цим активно скористалися феодали.Курфюрст саксонський Іоанн Твердий в союзі з Філіпом Гессенським, саксонськими герцогами Георгом та Генріхом, графом Альбрехтом Мансфельдським та іншими князями завдав під Франкенгаузеном рішучої поразки селянам. Мюнцер був узятий у полон і страчений. Та сама доля спіткала й очільників інших селянських банд в центральній Німеччині, розбитих та розсіяних союзними князями. Винищенням поселян при Цаберні й Шейвейлері завершився селянський рух в Ельзасі. У Вюртемберзі й Франконії головнокомандувач армії швабського союзу, Трухзес фон Вальдбург, разом із курфюрстом пфальцьким, після кількох битв (під Бедлінгеном, Неккаргартахом, Кенігсгофеном та Інгольштадтом) цілком придушив повстання. Примирення селян усюди було проведене з величезною жорстокістю. Дещо довше тримались селяни у південній Швабії, архієпископстві Зальцбурзькому та Тіролі: в останніх двох областях правителі змушені були навіть піти на деякі поступки. Наслідки повстання були невтішними для селянства: посилився феодальний гніт, послаблення реформаційного руху, економічне спустошення, величезна частина селянства у ході бойових дій була вбита. |
| Війна Коньякської ліги                   | 1526          | 1530        | - Іспанська імперія - Священна Римська імперія - Генуя (з 1528) | Коньякська ліга: - Франція - Папська область - Венеційська республіка - Флорентійська республіка - Королівство Англія - Міланське герцогство - Генуя (до 1528 року) | Після звільнення Франциска I з іспанського полону, він оголосив про недійсність умов Мадридського договору. Йому вдалося залучити на свій бік папу Климента VII, незадоволеного встановленням іспанської гегемонії в Італії. У результаті в 1526 році була сформована антиіспанська Коньякська ліга, до якої увійшли Франція, Папська держава, Венеція, Флоренція та Мілан. Однак французький король не поспішав відправляти свою армію в Італію. Хоча папсько-венеційські війська відбили у іспанців Лоді, звільнити Ломбардію їм не вдалося. У цей час імператор Карл V зібрав нову армію ландскнехтів, яка рушила в Центральну Італію. Роздратовані відсутністю платні, ландскнехти 4 травня 1527 року штурмом взяли Рим та піддали місто розграбуванню. Взяття Риму справив шок у Європі. Папа перебув у полоні в замку Святого Ангела, престиж папства різко впав. У Флоренції спалахнули антипапське повстання, яке вигнало Медічі та відновило республіку. Проте Франциску I вдалося дещо зміцнити Коньякську лігу, добившись приєднання до неї короля Англії. У 1528 році французькі війська знову вступили в Італію. Вони з боями прорвалися на південь та взяли в облогу Неаполь. Однак у французькому таборі почалася чума, яка забрала більше половини солдатів та командирів, і, як результат, в битві при Ландріано іспанські війська здобули перемогу, а в Генуї розгорівся антифранцузьке повстання заколот на чолі з Андреа Доріа, котрий передав генуезький флот Іспанії та змусив капітулювати французький гарнізон в Савоні. Франциск I був змушений вивести свої війська з Італії. Невдовзі між Францією та Карлом V був укладений Камбрейський мир, який передбачав перехід Артуа, Фландрії і Турне під владу Іспанії та закріплював іспанську гегемонію в Італії. Натомість імператор відмовився від претензій на Бургундію. Папа римський також припинив опір взамін на обіцянку Карла V відновити владу Медічі у Флоренції, а в 1530 році Климент VII коронував Карла імператорською короною у Болоньї. Військові дії продовжила лише Флоренція, проте після героїчної оборони в 1530 році вона була змушена капітулювати. Флорентійська республіка була скасована, а Алессандро Медічі був проголошений герцогом Флоренції. |
| Адало-ефіопська війна                    | 1529          | 1559        | - Ефіопська імперія - Португальська колоніальна імперія | - Султанат Адал - Османська імперія | У 1529–1559 роках сомалійський військовий лідер Ахмед ібн Ібрагім аль-Газі розгромив ефіопів та захопив практично всю (¾) територію Абісинії. Тим не менш, ефіопам вдалося залучити на свій бік португальців під командуванням Кріштована да Гами, завдяки чому вони зберегли свою незалежність. У 1529 році війська султанату Адал під командуванням імама Ахмеда розгромили ефіопські війська в битві при Шимбра Курі. Перемога далася сомалійським військам важко, але тим не менш підняла їхній бойовий дух та надихнула на подальші бойові дії. У 1531 році війська Адалана здобули багато перемог. У битві при Антуко сомалійці здобули швидку перемогу, оскільки ефіопські війська, лише зачувши гарматний вогонь, запанікували та втекли. У битві при Амба Селі сомалійці не лише розгромили ефіопів, які рятувалися втечею, але й захопили регалії імператора. Завдяки перемозі в цій битві війська Адалана змогли вторгнутися в райони Ефіопського нагір'я, де вони грабували населення та спалили велику кількість церков (в тому числі собор Атронса Мар'ям, в якому спочивали останки кількох імператорів Ефіопської імперії). Країна була повністю розграбована сомалійцями, які стали пригнічувати племена амхарів і тиграїв. У 1540 році помер Давид II, його син-спадкоємець престолу був узятий в полон військами Ахмеда. Імператриця знаходилася у оточеній ворожими військами столиці, ефіопські війська були не в змозі провести атаку, і цим самим зупинити облогу. У 1543 році ефіопські партизани спільно з португальським воєнно-морськими силами розгромили війська султанату. У 1542 році під час битви при Вофлі Кріштован да Гама був узятий в полон, і пізніше — убитий. Однак, в 1543 році у битві при Вайна Дага був убитий головнокомандувач військами султанату Адал імам Ахмед. Його смерть та поразка в битві при Вайна Дага викликали розпад армії султанату і змусили їх покинути Ефіопію. Ця війна сильно виснажила ресурси та війська, що призвело до зменшення територій та відсталості в розвитку від інших держав на багато століть. Багато істориків вважають, що Адало-ефіопська війна стала причиною початку ворожнечі між Сомалі та Ефіопією [8]. Адало-ефіопська війна показала переваги вогнепальної зброї (мушкетів з гнотовим замком, гармат тааркебуз) над традиційною зброєю [9]. |
| Облога Відня (1529)                      | 1529          | 1529        | - Священна Римська імперія - Іспанія - Богемія | - Османська імперія - Молдавське князівство | Весною 1529 року Сулейман зібрав у Болгарії сильну армію. Він хотів взяти Угощину під повний контроль і послабити сили братів Габсбургів. Чисельність його військ становила не менше 120 000 чоловік. Османські війська виступили в похід 19 травня 1529 року, та з самого початку обставини були проти них. Тієї весни йшли дуже сильні дощі, в Болгарії почалася повінь, і вода розмила шляхи. Там загрузло багато гармат та верблюдів, яких довелося залишити. 6 серпня османи вступили в Угорщину. 18 серпня у таборі з'явився Янош Запольяі. Він засвідчив Сулейману свою повагу та допоміг відбити у австрійців декілька фортець. 8 вересня османи захопили Буду. Фердинанд І сподівався на допомогу свого брата, Карла V Габсбурга, однак той настільки загруз у черговій Італійській війні, що не зміг виділити ніякого підкріплення задля оборони Відня. Керівництво обороною цього міста взяв на себе маршал Австрії Вільгельм фон Роггендорф, котрий одразу ж зайнявся укріпленням міських мурів та створенням оборонних бастіонів. Османська армія підійшла до стін Відня в кінці вересня, проте становище османів було не найкраще. Природа була проти них. На важкому шляху в Австрію через весь Балканський півострів османи втратили багато важких гармат, спеціально призначених для руйнування віденських мурів. Багато річок вийшло з берегів, через що шляхи розмило. Загинули сотні верблюдів, які везли амуніцію, зброю і боєприпаси. Як наслідок, до Вілня османська армія дійшла значно ослабленою — серед вояків лютували хвороби, багато солдатів були нездатні битися. Тим не менше Ібрагім-паша, зупинившись перед Віднем, послав до обложених трьох багато вдягнутих європейців з пропозицією здати місто. У відповідь Ніклас Граф Зальм відправив до паші трьох багато вдягнутих мусульман без якого-небудь повідомлення, що саме по собі було відповіддю. Непогода сильно заважала османам проводити активні бойові дії, до того ж їм ще й дошкуляли часті вилазки австрійців, які зривали риття траншей і тунелів, а одного разу мало не захопили в полон самого Ібрагіма-пашу. Вони також знайшли та знищили декілька мінних ходів, а 6 жовтня 8 000 європейців зробили велику вилазку за межі міста та знищили більшість османських підземних ходів (щоправда, під час відступу вони зазнали значних втрат). Плани османів підірвати міські стіни зазнали повного краху, і їхні шанси на перемогу почали стрімко танути. У них закінчувався корм для коней, росла кількість дезертирів, хворих та померлих від злиднів і ран. В тяжкому стані опинилися навіть елітні яничарські частини. Провівши 12 жовтня невдалий штурм, Ібрагім-паша віддав наказ про відступ. Уже коли османи відступали, повалив сніг. Їм довелося залишити амуніцію та гармати. Османська флотилія на Дунаї була атакована, а тому багато османів загинуло на шляху додому. Після того, як Фердинанд погодився передати османам стратегічно важливу фортецю Естергом, 22 червня між Священною Римською імперією та Османами був підписаний мирний договір. Фердинанд відмовлявся від претензій на угорську корону, зберігши за собою лише частину Угорщини, що на той момент контролювали Габсбурґи, за яку повинен був кожного року виплачувати османам 30 000 дукатів. Контроль на кордоні між володіннями Фердинанда та Запольяі виконувався османськими службовцями. Принизливим було протокольне прирівнювання імператора Священної Римської імперії до Садразама (Великого Візира), а не до султана Османської імперії. |
| Громадянська війна в Імперії інків       | 1529          | 1532        | - Інкська імперія - Томебамба | - Північна Інкська імперія | Велася між двома братами Уаскаром та Атауальпою, синами Уайна Капака за право успадкувати престол Імперії інків ]. Війна була наслідком смерті Уайна Капака в 1527 році, хоча вона не починалася аж до 1529 року. Уаскар почав війну, тому що він вважав себе законним спадкоємцем усієї імперії інків. Незалежно від законності, Атауальпа показав, що перевершує свого брата у військовій справі, а його армія, дислокована їхнім батьком на півночі країни, перевершує своєю міццю армію брата. Однак, отримавши перемогу у війні, Атауальпа вже в 1533 році був схоплений та страчений іспанськими конкістадорами на чолі з Франсиско Пісарро. |
| Мала війна в Угорщині                    | 1530          | 1532        | - [[Габсбурзька монархія]] - Священна Римська імперія - Іспанія - Папська область - Богемія - Хорватське королівство (Габсбурги) - Угорське королівство | - Османська імперія - Молдавське князівство - Східно-Угорське королівство - Валахія - Сербська деспотовина - Франція | Після невдачі Сулеймана I під Віднем в 1529 році, Фердинанд I здійснив у 1530 році контрнаступ, щоб перехопити ініціативу та помститися за розорення, заподіяне 120-тисячною армією Сулеймана. Сулейманівський васал, король Угорщини Янош Запольяї атакував Буду, однак Фердинанд зумів взяти Гран та інші важливі фортеці на Дунаї. У 1532 році Сулейман знову повів 120-тисячну армію на Відень. Фердинанд відійшов, залишивши лише 700 осіб без артилерії для захисту Кьосегу. Ібрагім-паша не усвідомив, наскільки погано захищений Кьосег; гарнізон під командуванням хороброго капітана-хорвата Ніколи Джурішіча відбив всі атаки. У підсумку почалися переговори; гарнізону був запропонований вільний вихід в обмін на здачу міста. З початком серпневих дощів османська армія була змушена відступити. Між Фердинандом та Сулейманом був підписаний мирний договір. Янош Запольяї був визнаний угорським королем та османським васалом, османи визнали решту частину Угорщини за Габсбургами. У період 1532–1543 років відбулися ще такі бойові дії, як облога Осієка, облога Буди та ін.. У квітні 1543 року Сулейман почав нову кампанію в Угорщині, відбивши Гран та інші форти на Дунаї, і взявши під контроль більшу частину Угорщини. В рамках франко-османського альянсу французи передали Османській імперії артилерійський підрозділ, який взяв участь у бойових діях 1543-1544 років. У серпні 1543 року османи успішно взяли Естергом, а у вересні 1543 року — Секешфехервар. Для прикриття Буди вони також захопили Шиклош та Сегед. Мир між австрійцями та османи тривало до 1552 року, коли Сулейман вирішив атакувати Егер. Облога Егера завершилася невдачею, австро-угорська перемога під Егером після довгого періоду поразок в Угорщині дала австрійцям підставу вважати, що Угорщина все-таки є спірною територією, а не втраченою назавжди. |
| Іспанське завоювання інків               | 1532          | 1572        | - Іспанські конкістадори | - Інкська імперія | Іспанських конкістадорів у поході проти інків очолив Франсиско Пісарро, який з'явився в Південній Америці в той час. коли в державі інків йшла міжусобна війна, в якій переміг принц Атауальпа. Індіанці зустріли білих людей з великою привітністю та гостинністю. Незабаром Пісарро повернувся до Панами. Губернатор не був зацікавлений у пропозиціях авантюриста відправити військо на завоювання інків. Однак той відплив до Іспанії та домігся аудієнції у Карла V. Монарх оголосив конкістадора генерал-капітаном та надав йому невелике військо. Пісарро отримав 3 легких вітрильники, 67 кавалеристів, озброєних піками та мечами, 157 піхотинців — списоносців та мечників, 20 далекобійних арбалетників, всього 3 солдати з вогнепальною зброєю та 2 артилерійські гармати. Конкістадори зайняли кілька міст, але дорогу їм заступило військо інків. Іспанці вчинили на рідкість підступно. Вождь інків Атауальпа (по суті, узурпатор, який прийшов до влади в результаті збройної боротьби за владу зі своїм братом Уаскаром після смерті батька Уайна Капака) був викликаний на переговори. Пісарро зловив вождя інків та зажадав за нього викуп у цілу кімнату площею 35 м², заповнену до стелі золотом. Наказ був виконаний, але Пісарро задушив вождя. Конкістадори взяли Кускотаі поставили там маріонеткового правителя Манко Інку. Завойовники на чолі з Дієго де Альмагро дійшли до землі, названої Чилі (холодна). Наслідки цієї розбійницької експедиції були трагічними для корінних народів: за півстоліття населення сучасних Перу та Чилі зменшилося в 5 разів. Це було викликано не тільки винищенням населення іспанцями, але й хворобами, занесеними завойовниками. Колонізатори, навпаки, дуже виграли від своїх завоювань: в Іспанію потекло золото, срібло, в Європу були завезені невідомі овочі — кукурудза, томат та какао-боби. |
| П'ята московсько-литовська війна         | 1534          | 1537        | - Велике князівство Литовське - Королівство Польське (1385—1569) - Кримське ханство | - Велике князівство Московське | Незадоволення Великого князівства Литовського і Великого князівства Московського результатами попередньої війни обумовило черговий збройний конфлікт між ними (в історіографії він також називається «Стародубською війною»). Фактично воєнні дії між державами після попередньої війни не припинялися. Проте тривалий час центральні уряди були неготові до нового масштабного протистояння й кілька разів підписували перемирні угоди: - 25 грудня 1522 — на п'ять років; - 25 грудня 1526 — на шість років; - 24 березня 1532 — на рік. Сподіваючись на ослаблення московської влади після смерті Василія III, литовські можновладці 15 лютого 1534 на віленському сеймі вирішили розпочати військовий наступ на Московію. Воєнні дії вели як власні війська воюючих сторін, так і кримські чамбули. Найбільшими військовими акціями були: - напади в серпні і вересні 1534 року литовських загонів князя О.Вишневецького, А.Немировича і О.Дашковича на Смоленщину і Сіверщину; - рейд взимку 1534—1535 рр. московського війська на чолі з князем І.Овчиною-Телепневим-Оболенським у центральні райони ВКЛ, будівництво московинами на литовській території фортеці Іван-город-на-Себежі і успішна її оборона від литовського війська А.Немировича 1536 року; - захоплення в липні—серпні 1536 р. литовцями Гомеля, Почепа, Радогощі (нині село; обидва Брянської обл., РФ) і Стародуба, що стало фіналом війни. 25 грудня 1536 р. в Москві розпочалися мирні переговори, які закінчилися підписанням 18 лютого 1537 р. 5-річного перемир'я (набуло сили 25 березня 1537). За умовами угоди за Великим князівством Московським залишався Себеж, а до ВКЛ переходив Гомель. Договір було ратифіковано королем польським і великим князем литовським Сигізмундом І Старим 27 червня 1537 року в м. Краків. |
| Італійська війна (1536-1538)             | 1536          | 1538        | - Франція - Шаблон:ОТО | - Священна Римська імперія | Взяття Риму в 1527 році, успіхи Реформації в Німеччині та розрив англійського короля Генріха VIII з католицтвом сильно підірвали позиції папи римського. Він опинився в повному підпорядкуванні у імператора та більше не брав активної участі в Італійських війнах. Починаючи з 1530-х років конфлікт набув характеру боротьби між іспанськими Габсбургами та французькими Валуа за гегемонію в Європі. Новий привід для військового зіткнення виник зі смертю міланського герцога Франческо II Сфорца в 1535 році. Карл V негайно оголосив Ломбардію володінням іспанської корони. Проти цього виступив Франциск I, який пред'явив відповідні претензії на Мілан та Савою. У 1536 році французькі війська захопили Турин та окупували все Савойське герцогство, проте до Мілана їм дійти не вдалося. У відповідь Карл V атакував Прованс та взяв в облогу Марсель. Оскільки іспанці не змогли захопити сильно укріплений Авіньйон, їхнє просування вглиб французької території зупинилося. У 1538 році Франциск та імператор уклали Ніццьке перемир'я на 10 років, зберігши гегемонію Іспанії в Італії, проте передавши П'ємонт під владу Франциска I. |
| Італійська війна (1542-1546)             | 1542          | 1546        | - Іспанія - Священна Римська імперія - Королівство Англія | - Франція - Османська імперія - Юліх-Клеве-Берг | Ніццьке перемир'я виявилося недовговічним. У 1541 році іспанські солдати вбили двох французів в Павії. У відповідь Франциск I в 1542 році поновив війну, захопивши належавші іспанському королю Люксембург та Руссільйон. Одночасно Франція уклала союз з Сулейманом I, султаном Османської імперії, який загрожував Габсбургам зі сходу. У 1543 році об'єднаний франко-османський флот захопив Ніццу, а в наступному році війська Франциска I завдали поразки іспанцям у битві при Черезолі. Однак вибити іспанців з Ломбардії знову не вдалося. Більш того, на бік Карла V перейшов англійський король Генріх VIII. Англійські війська висадилися у північній Франції та захопили Булонь, а армія імператора, занявши Суассон, почала наступ на Париж. Проте розбіжності між англійцями та імперцями, а також серія анти-іспанських повстань в Італії (у Генуї та Сієні) та безперервні атаки османського флоту змусили Карла V піти на переговори з Францією. По Крепському миру 1544 року статус-кво в Італії було відновлено, хоча Англія продовжувала утримувати Булонь. |
| Шмалькальденська війна                   | 1546          | 1547        | - Іспанія - Священна Римська імперія - Саксонське герцогство - Угорське королівство - Богемське королівство | Шмалькальденський союз - Саксонське курфюрство - Гессен - Курпфальц - Бремен - Любек - Брауншвейг-Люнебурзьке герцогство - Інші німецькі князівства | Війна між імператором Карлом V та протестантами Шмалькальденського союзу. Перший значний збройний конфлікт між католиками та протестантами. Перевага сил була спочатку на боці шмалькальденців, але вони діяли вкрай повільно і припустились кількох великих помилок. Вони рушили на південь, щоб загородити прохід італійцям, але не встигли перешкодити імператорським загонам захопити Еренбурзьку тіснину, через яку проходила дорога з Італії. Ватажок протестантських загонів у верхній Німеччині Шертлін взяв Донауверт. На початку серпня князі Іоганн-Фрідріх та Філіп Гессенський з'єднались з ополченням верхньонімецьких міст, причому у них виявилось дещо менше за 50 тисяч чоловік. Імператор, зібравши італійські, німецькі та іспанські загони, вирішив назустріч протестантам. Після обстрілу імператорською армією під Інгольштадтом протестанти відступили, слідом за ними рухався вверх Дунаєм імператор, відбираючи дорогою фортеці. В жовтні Моріц Саксонський, на якого імператор поклав курфюршеське звання та якому він доручив виконання опали над Іоганном-Фрідріхом, розпочав війну проти останнього. Війська Фердинанда (брат Карла V) й Моріца зайняли більшу частину володінь Іоганна-Фрідріха. В листопаді шмалькальденці стали залишати Швабію. Протестантські міста змушені були здаватись імператору: здались Нердлінген, Ульм, Аугсбург, Страсбург, Франкфурт та інші. Змиритись й вибачатись мали також герцог Вюртемберзький і пфальцграф Рейнський. Протестант архієпископ кельнський Герман фон Від був скинутий і відмовився від сану. Між тим Іоганн-Фрідріх, повернувшись до Саксонії, зайняв та пограбував Галле, Мерзебург, взяв в обллогу Лейпциг, але в січні 1547 року змушений був зняти облогу. Безстрашність маркграфа Альбрехта Бранденбурзького дала змогу Іоганну-Фрідріху застати його зненацька в Рохлиці: Альбрехта було взято у полон. У цей час Карл вирушив із Швабії до Саксонії через Егер. 22 квітня імператор був уже у кількох милях від військ Іоганна-Фрідріха. Останній рушив правим берегом Ельби, й біля Мюльберга відбулась зустріч між курфюрстом та імператором. Чисельно слабкі війська курфюрста, що безладно відступали до Віттенберга, переслідувались імператорською кавалерією, причому сам Іоганн-Фрідріх потрапив у полон (24 квітня 1547 року.). Герцог Альба відвіз його до Карла, який прийняв в'язня дуже суворо. Невдовзі здався і Віттенберг. Карл забагав від Іоганна-Фрідріха зректись звання курфюрста й земель, значна частина яких мала перейти до Моріца, інша частина — до Фердинанда. Частина земель була залишена для дітей та брата Іоганна-Фрідріха. У битві під Мюльбергом 24 квітня 1547 року армія імператора Карла V перемогла війська Шмалькальденського союзу. Один з очільників союзу курфюрст Іоганн-Фрідріх Саксонський потрапив у полон. Здобувши перемогу у цій битві, імператор виграв війну. У вересні 1547 року відкрився рейхстаг в Аугсбурзі. Карл провів тут свій знаменитий інтерім, проте, незважаючи на перемогу над протестантами, імператору не вдалось провести інтерім на практиці: протестанти чинили йому наполегливий опір. Плани імператора передати імперію сину Філіпу, брутальне поводження з німцями, присутність у Німеччині іспанських солдат — все це викликало в останній сильне роздратування, яке й закінчилось невдовзі відновленням боротьби, причому тепер і Моріц зрадив імператору. Невдалий для імператора її підсумок призвів до підписання Пассауської угоди та, зрештою, до Аугсбургского релігійного миру |
| Повстання Роберта Кета                   | 1549          | 1549        | - Королівство Англія | - Англійські повстанці | Р.Кет був за професією шкіряником і спільно зі своїм братом Вільямом володів ділянкою землі у Вімондхемі, в графстві Норфолк. Влітку 1549 року відбулися заворушення серед селян Вімондхема, що перейшли до сутичок з одним з місцевих можновладних феодалів через поділ секуляризованих монастирських земель. Обурення серед сільських жителів швидко поширювалося і незабаром кількість повстанців складала 16 тисяч осіб. Роберт Кет приєднався до них і незабаром очолив рух. Спочатку повстанці сформулювали свої вимоги у окремому документі, куди увійшли також проблемні питання по право на ловлю риби та обмеження обгородження. Після того, як ці вимоги були Лондоном відхилені, Роберт Кет в свою чергу відхилив запропоноване йому прощення короля у випадку, якщо бунтівники складуть зброю, а 1 серпня 1549 року захопив Норвіч. У подальших бойових діях королівські війська під командуванням Джона Дадлі, графа Уоріка розгромили армію повсталих під Дасиндейлом. Роберт Кет та його брат були схоплені, засуджені і пізніше страчені у Норвічі. |